# Strömsdalsdammen
Strömsdalsdammen är en tidigare damm, och numera en mindre våtmark i Hjoån i Hjo kommun. Den ingår i naturreservatet Hjoåns dalgång.
Strömsdalsdammen anlades 1901 av bröderna Karl och Viktor Smedberg, som ägde Hjo Mekaniska Verkstad och ett kraftverk för likström byggdes. Hjos första kraftverk levererade ström till Hjo stad från 1902 och långt in på 1950-talet.
Hammarsdammen var en tidigare damm, som Strömsdalsdammem ersatte. Dammarna har raserats. Hammarsdammen har omkring 2000 helt rivits ut för att underlätta för vätteröring och harr att vandra upp för att leka, medan vid den tidigare Strömsdalsdammen trösklar av natursten lades ut för att medge att fiskarna kan passera. Därefter har verksamheten följts upp med fisketrappor ända upp till fördämningen vid Stämmorna vid Hjoåns utlopp från Mullsjön.